# Primera División de Costa Rica 1969
Die Saison 1969 war die 50. Spielzeit der Primera División de Costa Rica, der höchsten costa‑ricanischen Fußballliga. Es nahmen zehn Mannschaften teil. Saprissa gewann zum 9. Mal in der Vereinsgeschichte die Meisterschaft.

## Austragungsmodus
- Die zehn teilnehmenden Mannschaften trafen im Modus Jeder gegen Jeden je dreimal aufeinander und spielten so den Meister aus.
- Der Letztplatzierte sowie der Zweitletzte stiegen in die zweite Liga ab.

## Bemerkungen
- Zur Spielzeit 1969 hin veränderte AD Barrio México seinen Namen zu Deportivo México.

## Endstand
| Pl.             | Verein                     | Sp. | S  | U  | N  | Tore  | Diff. | Punkte |
| --------------- | -------------------------- | --- | -- | -- | -- | ----- | ----- | ------ |
| 01              | CD Saprissa (M)            | 27  | 16 | 9  | 2  | 78:32 | 46    | 41     |
| 02              | LD Alajuelense             | 27  | 18 | 4  | 5  | 75:38 | 37    | 40     |
| 03              | CS Cartaginés              | 27  | 16 | 7  | 4  | 59:28 | 31    | 39     |
| 04              | AD Municipal Puntarenas    | 27  | 10 | 11 | 6  | 48:38 | 10    | 31     |
| 05              | CS Herediano               | 27  | 9  | 6  | 12 | 49:58 | −9    | 24     |
| 06              | Deportivo México           | 27  | 8  | 7  | 12 | 39:45 | −6    | 23     |
| 07              | AD Ramonense               | 27  | 8  | 6  | 13 | 32:61 | −29   | 22     |
| 08              | CS Uruguay de Coronado (N) | 27  | 6  | 8  | 13 | 35:59 | −24   | 20     |
| 09              | AD Limonense               | 27  | 5  | 5  | 17 | 34:59 | −25   | 15     |
| 10              | AD San Carlos              | 27  | 4  | 7  | 16 | 42:73 | −31   | 15     |
| Stand: Endstand |                            |     |    |    |    |       |       |        |